# Саутгемптон (селище, Нью-Йорк)
Саутгемптон (англ. Southampton) — селище (англ. village) в США, в окрузі Саффолк штату Нью-Йорк. Населення — 4550 осіб (2020).

## Географія
Саутгемптон розташований за координатами 40°52′36″ пн. ш. 72°24′0″ зх. д. / 40.87667° пн. ш. 72.40000° зх. д. (40.876542, -72.399994).  За даними Бюро перепису населення США в 2010 році селище мало площу 18,70 км², з яких 16,63 км² — суходіл та 2,06 км² — водойми.

## Демографія
Згідно з переписом 2010 року, у селищі мешкало 3109 осіб у 1263 домогосподарствах у складі 706 родин. Густота населення становила 166 осіб/км².  Було 3314 помешкання (177/км²).
Расовий склад населення:
| - 81,8 % — білих - 9,9 % — чорних або афроамериканців - 1,8 % — азіатів - 0,6 % — корінних американців - 0,2 % — вихідців з тихоокеанських островів - 4,0 % — осіб інших рас |

До двох чи більше рас належало 1,7 %. Частка іспаномовних становила 16,2 % від усіх жителів.
За віковим діапазоном населення розподілялося таким чином: 15,7 % — особи молодші 18 років, 57,8 % — особи у віці 18—64 років, 26,5 % — особи у віці 65 років та старші. Медіана віку мешканця становила 50,2 року. На 100 осіб жіночої статі у селищі припадало 96,2 чоловіків;  на 100 жінок у віці від 18 років та старших — 93,4 чоловіків також старших 18 років.
Середній дохід на одне домашнє господарство  становив 162 663 долари США (медіана — 96 250), а середній дохід на одну сім'ю — 184 002 долари (медіана — 109 674). Медіана доходів становила 76 174 долари для чоловіків та 51 067 доларів для жінок. За межею бідності перебувало 14,9 % осіб, у тому числі 30,7 % дітей у віці до 18 років та 7,9 % осіб у віці 65 років та старших.
Цивільне працевлаштоване населення становило 1497 осіб. Основні галузі зайнятості: освіта, охорона здоров'я та соціальна допомога — 20,2 %, фінанси, страхування та нерухомість — 18,2 %, науковці, спеціалісти, менеджери — 17,1 %.